# Astrild ondulé
Estrilda astrild
Espèce
Synonymes
 Loxia astrild Linnaeus, 1758 (protonyme)
Statut de conservation UICN

 LC  : Préoccupation mineure
L'Astrild ondulé (Estrilda astrild) est une espèce de passereau africain de petite taille appartenant à la famille des Estrildidae. C'est une espèce très populaire pour être élevée en cage.

## Description

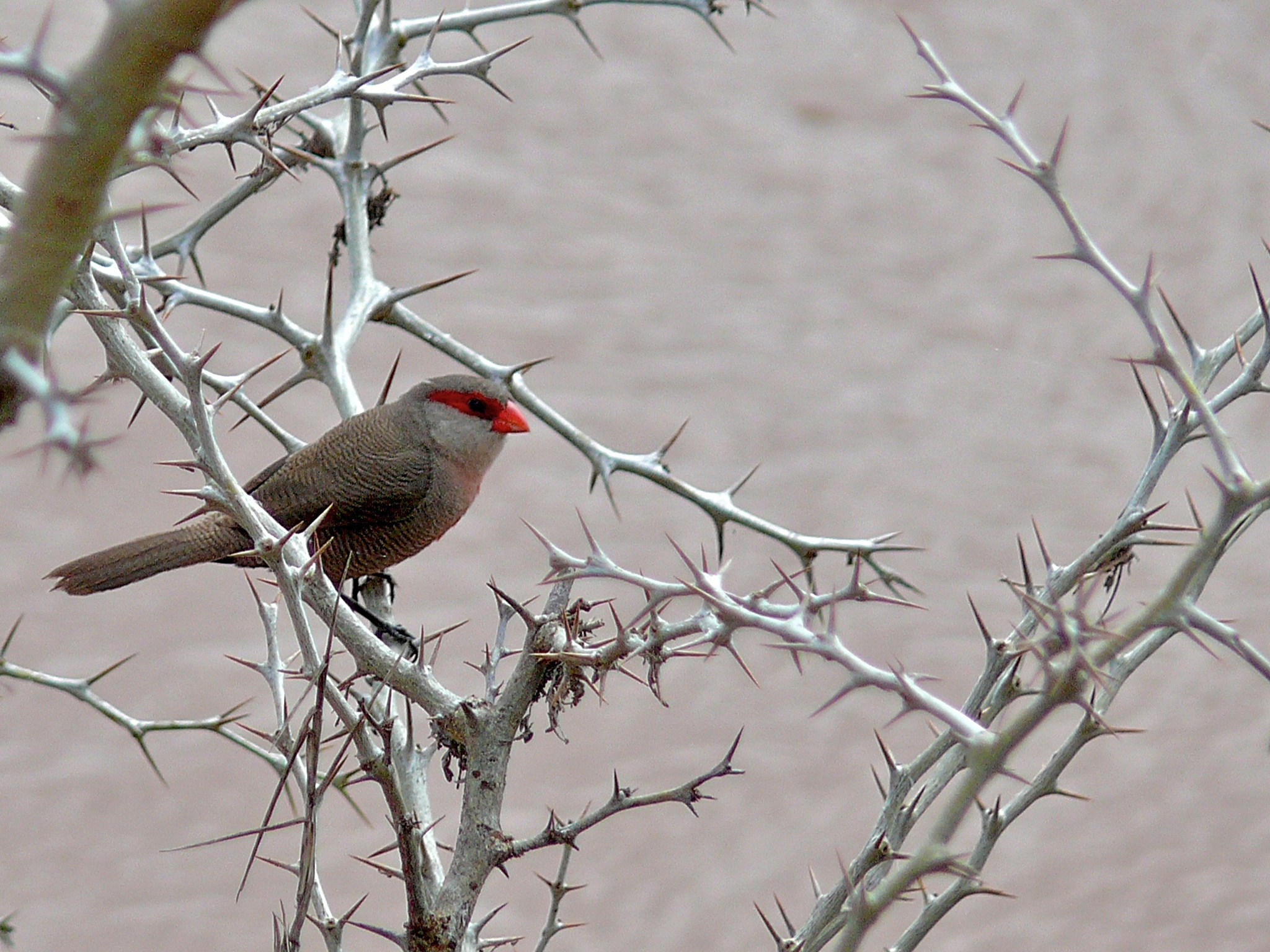
Astrild ondulé (parc national Kruger)

L'Astrild ondulé ressemble à l'Astrild cendré. Il mesure environ 9,5 à 11,5 cm de longueur. Les parties supérieures, les ailes et la queue assez longue sont brunes. Une barre rouge vermillon s'étend de part et d'autre de chaque œil. Les joues et la gorge présentent une coloration blanc sale devenant plus sombre sur les flancs. Toutes les parties inférieures ainsi que les ailes et la queue sont finement barrées de brun. Une tache rose marque le ventre. Le bas ventre et les sous-caudales sont noirs chez le mâle et brunâtres chez la femelle. Le bec est rouge orangé, les pattes noires et les yeux bruns.
Les jeunes sont assez semblables mais dépourvus de rose.
Leur bec est noir avec un bourrelet blanc aux commissures.

## Comportement
L'Astrild ondulé se déplace souvent en troupes nombreuses.

## Reproduction

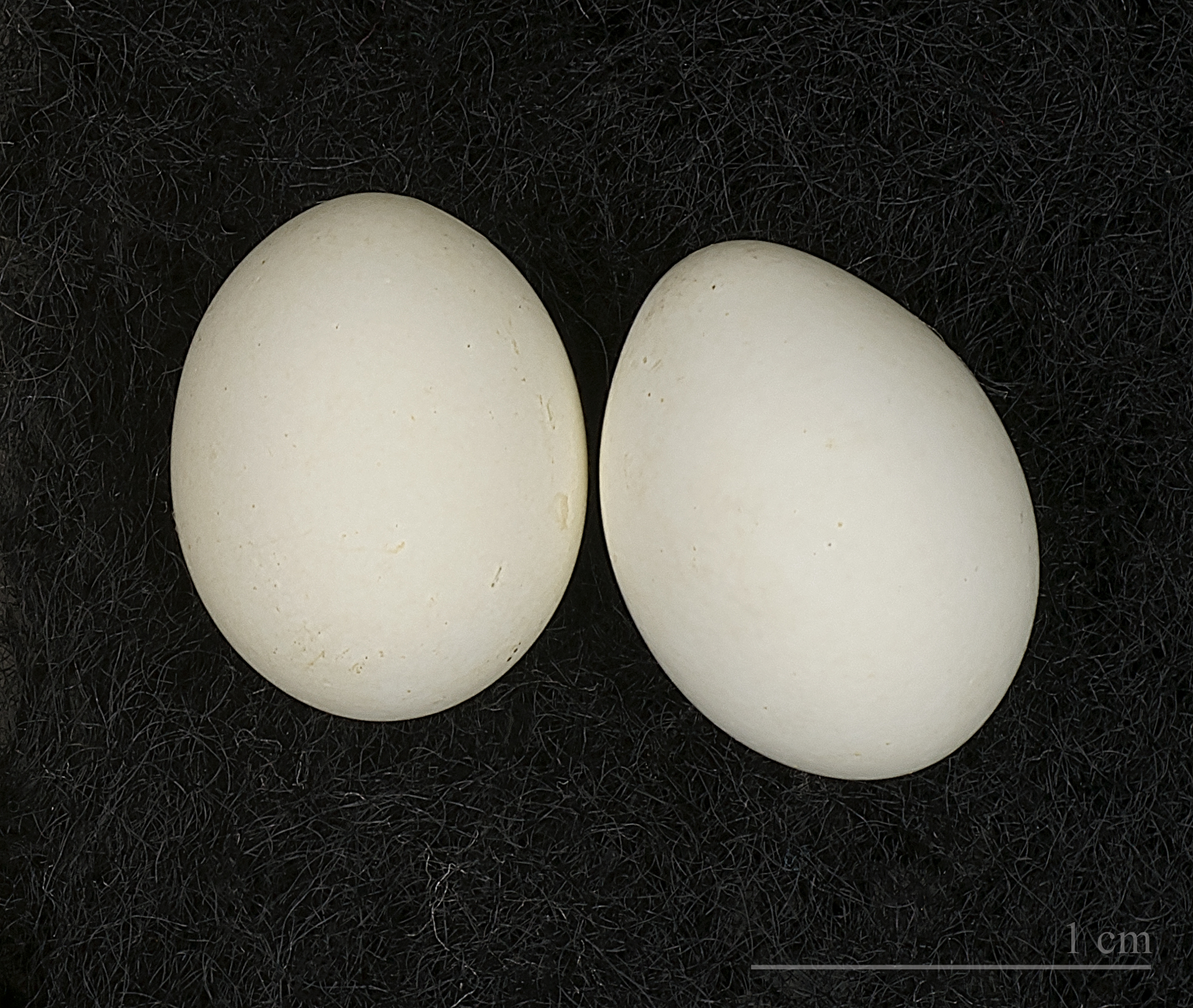
Œufs d'Astrild ondulé - Muséum de Toulouse

Cet oiseau se reproduit pendant la saison des pluies, lorsque les insectes sont assez nombreux pour nourrir la couvée.
Le nid est une grosse boule faite de tiges herbacées avec comme entrée un long tube situé sur le côté et pointant vers le bas. Il est construit dans une cavité, généralement très bas parmi la végétation dense. Un second nid rudimentaire peut être construit au-dessus du premier où dort le mâle. De quatre à sept œufs blancs sont pondus. Ils sont couvés pendant 11 à 13 jours et les oisillons quittent le nid 17 à 21 jours après l'éclosion. Les deux parents participent à l'incubation des œufs et à la nourriture des oisillons. Le calendrier de la saison de reproduction varie suivant les différentes parties du monde. Les nids peuvent être parasités par la Veuve dominicaine qui y pond ses œufs. En captivité, ils vont se reproduire en volière et peuvent avoir quatre couvées par an.

## Régime
Une grande partie de l'année, l'Astrild ondulé se nourrit essentiellement de graines. À la saison des pluies, il se nourrit abondamment d'insectes.

## Distribution
L'Astrild ondulé vit en Afrique subsaharienne. Il a été introduit dans de nombreuses îles tropicales, comme à l'île Maurice, où il est appelé bengali (il est bien établi dans les îles du Cap-Vert et à la Martinique), au sud et au centre de l'Espagne, ainsi qu'au Portugal et à la Réunion, en Polynésie Française et au Brésil. On le trouve aussi sur des iles du Pacifique tel que dans l'archipel d'Hawaii, aux États-Unis.

## Habitat
Cet oiseau fréquente les champs et les prairies.